# Tajimi
Tajimi (多治見市 -shi) é uma cidade japonesa localizada na província de Gifu.
Em 2003 a cidade tinha uma população estimada em 103 736 habitantes e uma densidade populacional de 1 333,54 h/km². Tem uma área total de 77,79 km².
Recebeu o estatuto de cidade a 1 de Agosto de 1940.